# Strada statale 645 Fondo Valle del Tappino
La strada statale 645 Fondo Valle del Tappino (SS 645) è una delle strade statali principali del Molise.
Rappresenta il collegamento più veloce tra il capoluogo molisano di Campobasso e la Provincia di Foggia. Il percorso della strada statale 17 dell'Appennino Abruzzese e Appulo Sannitico in questo tratto risulta essere infatti particolarmente impervio e lungo a causa del raggiungimento di diversi centri abitati della provincia come Gildone, Jelsi e Gambatesa.

## Percorso
La SS 645 invece, seguendo il corso del torrente Tappino, ha un percorso più regolare (perlopiù in direzione O-E) e lambisce i comuni di Campodipietra e Toro. Degno di nota è, intorno all'ottavo chilometro, il viadotto Tappino, lungo quasi 2 chilometri. Al ventiduesimo chilometro inizia un tratto in comune con la strada statale 212 della Val Fortore in corrispondenza di un altro viadotto sul torrente Tappino, superato il quale le due strade si dividono nuovamente.
L'arteria prosegue quindi sempre verso est, fino al ricongiungimento con la SS 17 che avviene al confine tra Puglia e Molise, prima del ponte dei 13 Archi, che permette il superamento del fiume Fortore proprio nei pressi della foce nel lago di Occhito.

## Storia
Con il decreto del Ministro dei lavori pubblici del 29 settembre 1975 venne classificata come strada statale mutuando il percorso dalla strada provinciale Fondo Valle del Tappino con i seguenti capisaldi di itinerario: "Innesto strada statale n. 375 presso Campobasso - innesto strada statale n. 17 a ponte "13 Archi".
Con l'espansione urbanistica del capoluogo molisano il primo tratto, lungo 1,070 km, è stato declassato e fa parte del centro abitato di Campobasso, variando il caposaldo iniziale dell'arteria in "Campobasso".